# بیت عمر (روستا)
 بیت عمر  به عربی ( بیت عمر )، روستایی است در دهستان اتام از توابع استان ذَمار در کشور یمن در شبه جزیره عربستان. 

## جمعیت
جمعیت آن (۷۰) نفر (۷ خانوار) می‌باشد.